# Kanał Kiloński

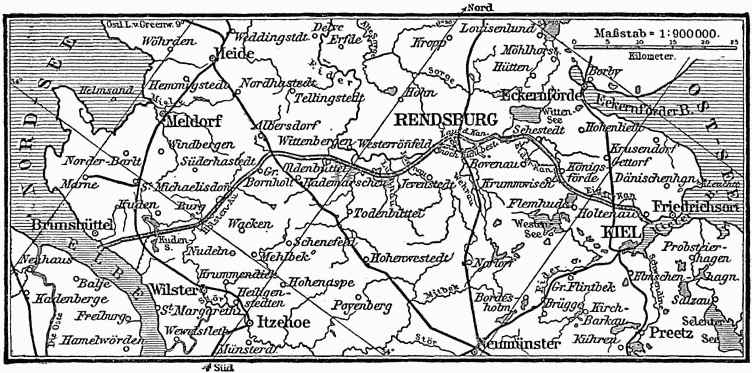
Kanał Kiloński na mapie z 1888 r.

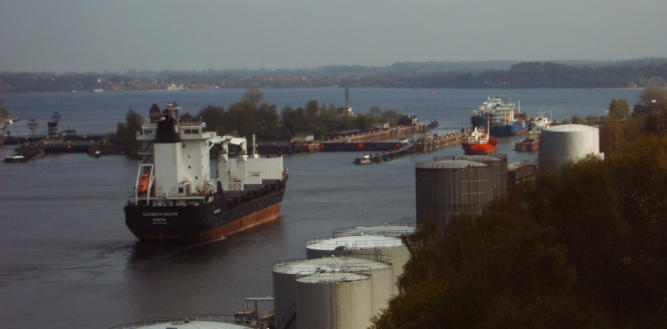
Śluza od strony Zatoki Kilońskiej (w Kilonia-Holtenau)

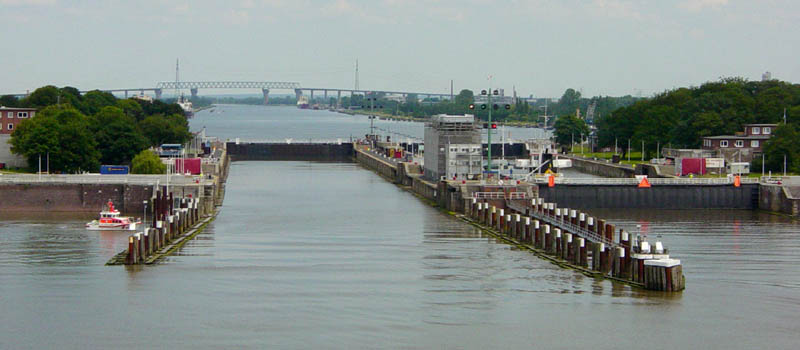
Śluza od strony Łaby (w Brunsbüttel)

Kanał Kiloński (niem. Nord-Ostsee-Kanal, w skrócie NOK) – sztuczna droga wodna i morski kanał wodny, łączący Bałtyk (Zatokę Kilońską) z Morzem Północnym (estuarium Łaby). W terminologii międzynarodowej nazywany Kiel Canal.

## Historia
Wybudowany w latach 1887–1895, zaś oficjalnie otwarty 21 czerwca 1895 r. pod nazwą Kanał Cesarza Wilhelma. Użytkowany od 1 lipca 1895 r., w latach 1907–1914 rozbudowany i pogłębiony. W 1948 r. nadano mu obecną nazwę.
Liczy 98 260 m długości i 102,5 m minimalnej szerokości. Posiada 2 zestawy śluz, każdy po 2 równoległe komory, usytuowane na obydwu końcach kanału (stare śluzy z 1895 r. o komorach długości 125 m i nowe śluzy z 1914 r. o długości 310 m). Śluzy na zachodnim krańcu kanału znajdują się w miejscowości Brunsbüttel, zaś śluzy na krańcu wschodnim zlokalizowane są w dzielnicy Kilonii – Holtenau.
Kanał, zaprojektowany do bezpiecznego przepływu statków pomiędzy Bałtykiem, a Morzem Północnym, w razie wojny miał dodatkowo znacznie skrócić drogę okrętom, łącząc porty państw nadbałtyckich ze światem. Przejście przez kanał skraca drogę o około 250 mil morskich (około 460 km) w stosunku do tradycyjnej drogi przez Cieśniny Duńskie – wokół Półwyspu Jutlandzkiego. Kanał Kiloński jest sztucznie przekopany przez Szlezwik-Holsztyn.
Obecnie kanał przeznaczony jest dla statków o zanurzeniu 9,5 m, długości 160 m i szerokości 27 m lub 7 m zanurzenia dla statków o długości 235 m i 32,5 m szerokości. Średnia głębokość wody wynosi 11 m. Dwa brzegi kanału łączy 10 wysokich mostów kolejowych i drogowych. Minimalny gwarantowany prześwit pod mostami to 40 m. Obecnie na całej długości kanału zainstalowano sieć radarów i w czasie złej widzialności pilot otrzymuje ze stacji radarowej porady o istniejących zagrożeniach i położeniu statków. Wzdłuż kanału ustawione są stacje sygnałowe, które dbają o bezpieczeństwo ruchu. Większe statki mijają się na mijankach (11 takich mijanek), gdzie jeden ze statków stoi przy dalbach czekając na przejście drugiego.